# Zadorra
Der Río Zadorra ist ein ca. 78 km langer Fluss in der Provinz Álava im spanischen Baskenland. Er durchquert ebenfalls den Nordwesten der burgalesischen Exklave Condado de Treviño.

## Verlauf
Der Río Zadorra entspringt aus zwei Quellbächen beim Weiler Munain in der Nähe der Kleinstadt Agurain/Salvatierra. Er fließt überwiegend in westliche und südwestliche Richtungen und mündet ca. 5 km südöstlich der Stadt Miranda de Ebro in den Ebro.

## Stauseen
Die beiden unmittelbar hintereinander liegenden Stauseen Ullíbarri-Gamboa und Urrúnaga stauen bis zu 220 Kubikhektometer Flusswasser und stellen die Hauptwasserversorgung der Stadt Vitoria-Gasteiz und des Großraums Bilbao dar.

## Orte und Gemeinden am Fluss
- Agurain/Salvatierra
- Arrazua-Ubarrundia
- Vitoria-Gasteiz
- Iruña de Oca
- La Puebla de Arganzón
- Armiñon

## Sehenswürdigkeiten
Auf dem Gemeindegebiet von Iruña de Oca befinden sich die Ruinen der Römerstadt Veleia. Die Stadt Vitoria-Gasteiz und die Orte Agurain, Armiñon und La Puebla de Arganzón liegen am Río Zadorra. Über den Fluss spannen sich mehrere historische Steinbrücken.